# Климент Бояджиев
 Тази статия е за генерала.  За просветния деец вижте Климент Бояджиев (учител).  
Климент Евтимов Бояджиев е български офицер (генерал-лейтенант). По време на Балканската война се отличава в боевете при Люлебургас като командващ Четвърта пехотна преславска дивизия. През Първата световна война командва Първа българска армия по време на нейното успешно настъпление в Сърбия.

## Биография
Климент Бояджиев е роден на 15 юли 1861 г. в Охрид, Османска империя. Произлиза от една част от семейството на Мине Кочовски, преместила се навремето в Охрид от Преспа. Учи в софийската гимназия. На 9 юли 1881 г. постъпва на военна служба, а на 30 август 1883 завършва Военното на Негово Княжеско Височество училище, произведен в чин подпоручик и е зачислен в Самоковска №4 пеша дружина, след което е ротен командир в 1-ви пехотен софийски полк.

### Сръбско-българска война (1885)
През Сръбско-българската война (1885) е адютант в щаба на Западния корпус.
След войната служи като ротен командир в 1-ви пехотен софийски полк и 2-ри пехотен струмски полк, от 1890 командва рота от а от 8-и пехотен приморски полк, а от 1891 година учи в Торинската военна академия, която завършва през 1895 г. След завръщането си в България Бояджиев е старши адютант в щаба в 5-a пехотна дунавска дивизия (1895 – 1897) и служи в 3-та пехотна балканска дивизия. Служи като дружинен командир в 24–и пехотен черноморски полк и началник на щаба на 4–а пехотна преславска дивизия (1899).
На 25 февруари 1900 подполковник Бояджиев е назначен за командир на 8-и пехотен приморски полк, на която длъжност е до 29 януари 1904. Под негово ръководство полкът е ангажиран в потушаването на избухналите след 5 март 1900 година Селски бунтове. По това време Бояджиев изработва и първата релефна карта на България (1902). През следващите години е началник-щаб на 6–а пехотна бдинска дивизия (1904 – 1905), Трета пехотна балканска дивизия (1905 – 1907) и 2–ра военноинспекционна област(1907 – 1910). От 1910 г. Климент Бояджиев командва 4–а пехотна преславска дивизия и на 4 септември 1910 е произведен в чин генерал-майор.

### Балкански войни (1912 – 1913)
През Балканската война (1912 – 1913) с дивизията си генерал Бояджиев се сражава в Тракийския военен театър при Гечкенли, Бунархисар, Люлебургаз т.е. в пробива на османския център в Лозенградската и Люлебургазко-Бунархисарската операция и в безуспешния щурм на Чаталджа (октомври – ноември 1912 година). Пак при Чаталджа командва авангарда, който отразява турската контраофанзива през зимата на 1913 година. След неуспеха при Чаталджа е назначен за началник на авангардните дивизии на съединените 1–ва и 3–а армия.
Във войната със съюзниците командва маневрената група в състава на 5-а армия по направлението Кюстендил – Скопие и атакува сърбите в района на Побит камък. Войските му нанасят няколко поражения на сърбите, превземайки връх Китка над река Пчиня (27 юни 1913).
Като министър на войната (1913 – 1914), началник на Трета военноинспекционна област (1914 – 1915) и началник на Генералния щаб на армията (15 април – 7 септември 1915) генерал Бояджиев реформира войската и повдига духа ѝ след поражението в Междусъюзническата война. Подава оставка от щаба непосредствено преди включването на България в Първата световна война, несъгласен с условията на българо-германската военна конвенция.
Синът му, поручик Никола Бояджиев, загива на 1 февруари (14 февруари нов стил) 1915 г. в атентата в софийското Градско казино.

### Първа световна война (1915 – 1918)
В операциите на Централните сили за разгром на Сърбия през есента на 1915 година генерал Бояджиев командва най-голямата българска групировка – Първа армия, която настъпва по линията от устието на Тимок до Трън. В резултат на Нишката операция армията достигат до десния бряг на Южна Морава. На 23 октомври частите на 8-а пехотна тунджанска дивизия влизат във военновременната столица на Сърбия – Ниш. Войските на Бояджиев превземат и Зайчар, а по-късно Битоля и Охрид. На 18 декември 1915 г. като командващ на 1-ва армия е награден с османския орден „Лиякат“ със звезда за военни заслуги. През август 1916 г. ръководи Леринската операция срещу съглашенските войски в Костурско и Леринско, но след неуспеха ѝ подава оставка. През 1916 г. е награден с царския орден „Св. Александър“ II степен с мечове по средата. На 25 септември 1916 година е уволнен от армията.
След излизането на България от Първата световна война през 1918 година, Климент Бояджиев заминава за Германия, опасявайки се от политически преследвания. През 1923 г. той е осъден на 5 години затвор от Държавния съд като виновник за Втората национална катастрофа. Амнистиран е през 1924 г.
Генерал-лейтенант Климент Бояджиев умира на 15 юли 1932 г. в София. Погребан е в Централните софийски гробища.

## Памет
На генерал Климент Бояджиев е наречена улица в квартал „Левски Г“ в София (Карта).

## Семейство
Климент Бояджиев е женен и има 3 деца.

## Военни звания
- Подпоручик (30 август 1883)
- Поручик (24 март 1886)
- Капитан (1888)
- Майор (1894)
- Подполковник (1899)
- Полковник (1903)
- Генерал-майор (4 септември 1910)
- Генерал-лейтенант (2 август 1915)

## Награди
- Сребърен медал „За участие в Сръбско-българската война 1885“ (1885)
- Златен Кръст „За Възшествието на Княз Фердинанд I в 1887 г.“ (1888)
- Княжески орден „Св. Александър“ V степен (1888)
- Орден „Свети Станислав“ II степен със звезда, Руска империя (1902)
- Орден „За заслуга“ на военна лента
- Народен орден „За военна заслуга“ IV степен
- Военен орден „За храброст“ III степен, 2 клас
- „Сребърен кръст с корона“ (1913)
- Орден „Лиякат“ със звезда за военни заслуги, Османска империя (18 декември 1915)
- Военен орден „За храброст“ II степен (1916)
- Царски орден „Св. Александър“ II степен с мечове по средата (1916)
- Орден „Стара планина“ I степен с мечове, посмъртно (2013 )[10]